# Скручивание языка

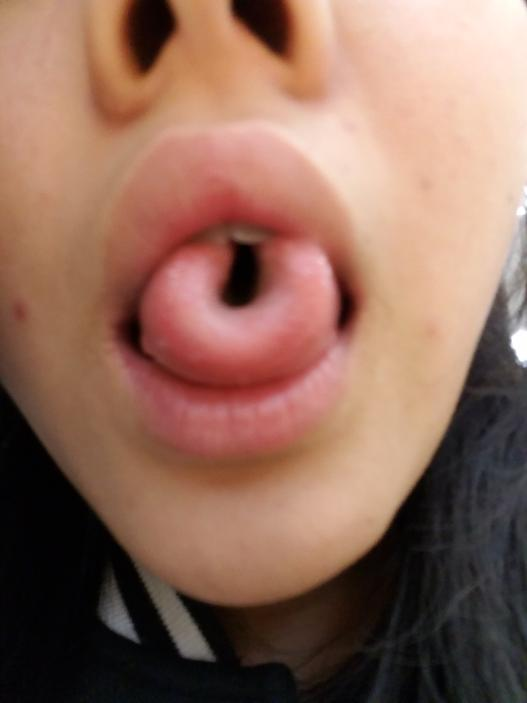
Свернутый язык

Скручивание языка — способность сворачивать боковые края языка вверх в трубочку. Собственные мышцы языка позволяют некоторым людям придавать языку определённую форму. Скручивание языка в трубчатую форму часто описывается как доминантный признак с простым менделевским наследованием, и на него обычно ссылаются во вводных курсах и курсах генетической биологии.
Существует мало лабораторных данных, подтверждающих гипотезу о том, что скручивание языка является наследственным и доминантным. В 1940 году Альфред Стертевант заметил, что около 70 % людей европейского происхождения могут сворачивать язык, а остальные ~30 % не могут этого делать. Исследование близнецов 1975 года показало, что однояйцевые близнецы не чаще, чем разнояйцевые близнецы, имеют одинаковый фенотип свертывания языка.

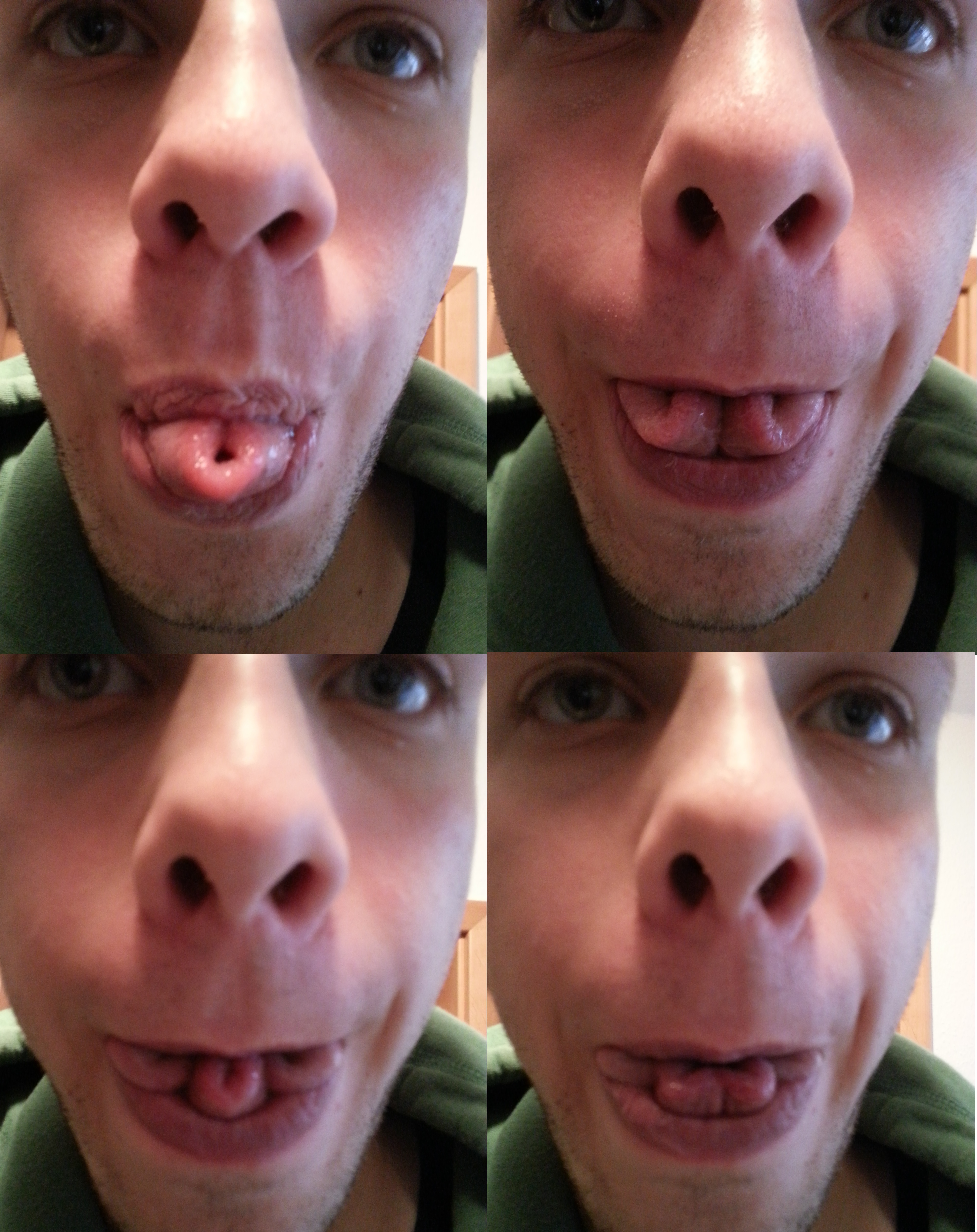
Язык клеверного листа — 4 раза

Клеверный язык — это способность складывать язык в определённой конфигурации с множественными изгибами. Дэвид Д. Уитни предположил, что эта черта является доминирующей чертой, унаследованной отдельно от скручивания языка.